# سمير سعيد (وزير)
سمير سعيد (1959 -) اقتصادي وسياسي تونسي، يشغل منصب وزير الاقتصاد والتخيطيط في حكومة نجلاء بودن منذ 2021.